# Boala Chagas
Boala Chagas (AFI: /ˈtʃɑːɡəs/), sau tripanosomiaza americană, este o boală tropicală parazitoză tropicală cauzată de protozoarul Tripanosoma cruzi. Aceasta este răspândită cel mai frecvent prin intermediul insectelor cunoscute sub numele kissing bugs. Simptomele se schimbă, evoluează pe parcursul infecției. În stadiul incipient, simptomele sunt, în mod tipic, fie absente fie ușoare și pot include: febră, noduli limfatici umflați, dureri de cap sau umflături locale la locul mușcăturii. După 8–12 săptămâni intervine stadiul cronic al bolii iar la 60-70% dintre bolnavi nu mai manifestă simptome. La restul de 30 - 40% din cei afectați apar alte simptome între 10 și 30 de ani după infecția inițială. Printre acestea se numără mărirea ventriculelor inimii la între 20 și 30% acest lucru cauzând insuficiență cardiacă. Dezvoltarea megaesofagului sau a megacolonului poate afecta 10% dintre bolnavii infectați.

## Cauze și diagnoză
T. cruzi se transmite în mod obișnuit la oameni și la alte animale prin intermediul insectelor ce se hrănesc cu sânge denumite și "kissing bugs" din familia Triatoma. Aceste insecte sunt cunoscute și sub câteva denumiri locale printre care și: vinchuca în Argentina, Bolivia, Chile și Paraguay, barbeiro (bărbierul) în Brazilia, pito în Columbia, chinche în America Centrală și chipo în Venezuela. Infecția se poate răspândi și prin transfuzie de sânge, transplant de organe, consumul produselor alimentare contaminate de acești paraziți și de la mamă la făt. Boala se poate depista prin identificarea parazitului la analiza microscopică a sângelui. Boala cronică poate fi diagnosticată prin identificarea anticorpilor T. cruzi în sânge.

## Prevenire și tratament
Prevenirea implică eliminarea gândacilor ‚kissing bugs’ și prin evitarea mușcăturilor lor. Alte măsuri de prevenire includ analiza sângelui folosit la transfuzii. Până în momentul de față, 2013, nu există vaccin contra acestei infecții. Infecțiile în stadiul incipient se pot trata medicamentos cu benznidazol sau nifurtimox. Dacă sunt administrate la timp acestea tratează infecția aproape în toate cazurile, totuși, cu cât mai avansată este boala chagas, cu atât tratamentul este mai puțin eficient. Tratamentul aplicat în cazul ctadiului cronic al bolii poate întârzia sau preveni apariția simptomelor sin stadiul evoluat. Benznidazolul și nifurtimoxul cauzează efecte secundare temporare la până la 40% din bolnavi  printre care se numără boli de piele, toxicitatea creierului și iritarea sistemului digestiv.

## Epidemiologe
Se estimează că peste 7 - 8 milioane de oameni, în cea mai mare parte în Mexic, America Centrală și America de Sud au boala chagas. Aceasta duce la circa 12.500 de decese pe an conform datelor din 2006. Majoritatea celor bolnavi provin din medii sărace  și cei mai mulți nu realizează faptul că sunt infectați. Migrarea la scară largă a populației a dus la răspândirea teritorială a bolii chagas în multe țări europene și în Statele Unite. S-a observat o creștere în aceste zone și în perioada de până la 2014. Prima dată această boală a fost pomenită în anul 1909 de Carlos Chagas de la care provine și denumirea. Aceasta afectează peste 150 de alte animale.